# Impasse du Bain-aux-Plantes
L'impasse du Bain-aux-Plantes (en alsacien : Pflanzbadgässel) est une voie de Strasbourg, rattachée administrativement au quartier Gare - Kléber et située dans le quartier historique de la Petite France, qui s'ouvre dans la rue du Bain-aux-Plantes en deux endroits, au no 8 et à l'entrée du quai de la Bruche. 

## Histoire et toponymie
La voie ne portait pas de nom officiel avant 1856. À cette date, on lui confère son appellation actuelle, « impasse du Bain-aux-Plantes ». Cependant, au moment de l'occupation allemande, en 1872, puis en 1940, elle avait été renommée Pflanzbadgässchen.

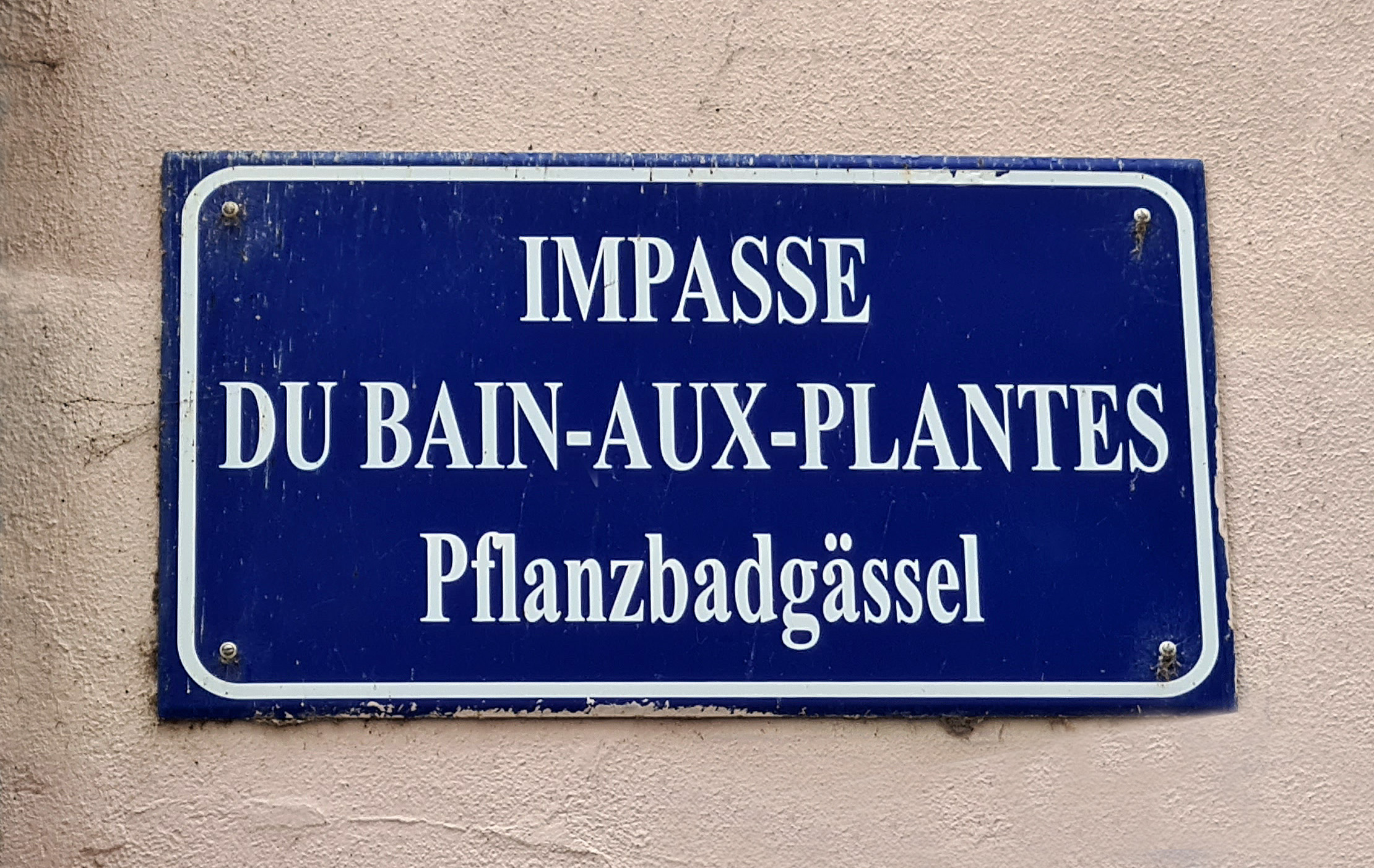
Plaque.

Comme pour la rue du Bain-aux-Plantes, l'origine de sa dénomination reste incertaine. Adolphe Seyboth relève, en 1279, l'existence d'un lieu nommé Glanzhof, puis Klanzhof au XIVe siècle. La corruption de ce nom aurait donné Pflanzhof au XVe siècle, avant de devenir Die Gass beim Pflanzbad au XVIe.
À partir de 1995, des plaques de rues bilingues, à la fois en français et en alsacien, sont mises en place par la municipalité lorsque les noms de rue traditionnels étaient encore en usage dans le parler strasbourgeois. La rue est ainsi sous-titrée Pflanzbadgässel.

## Bâtiments remarquables

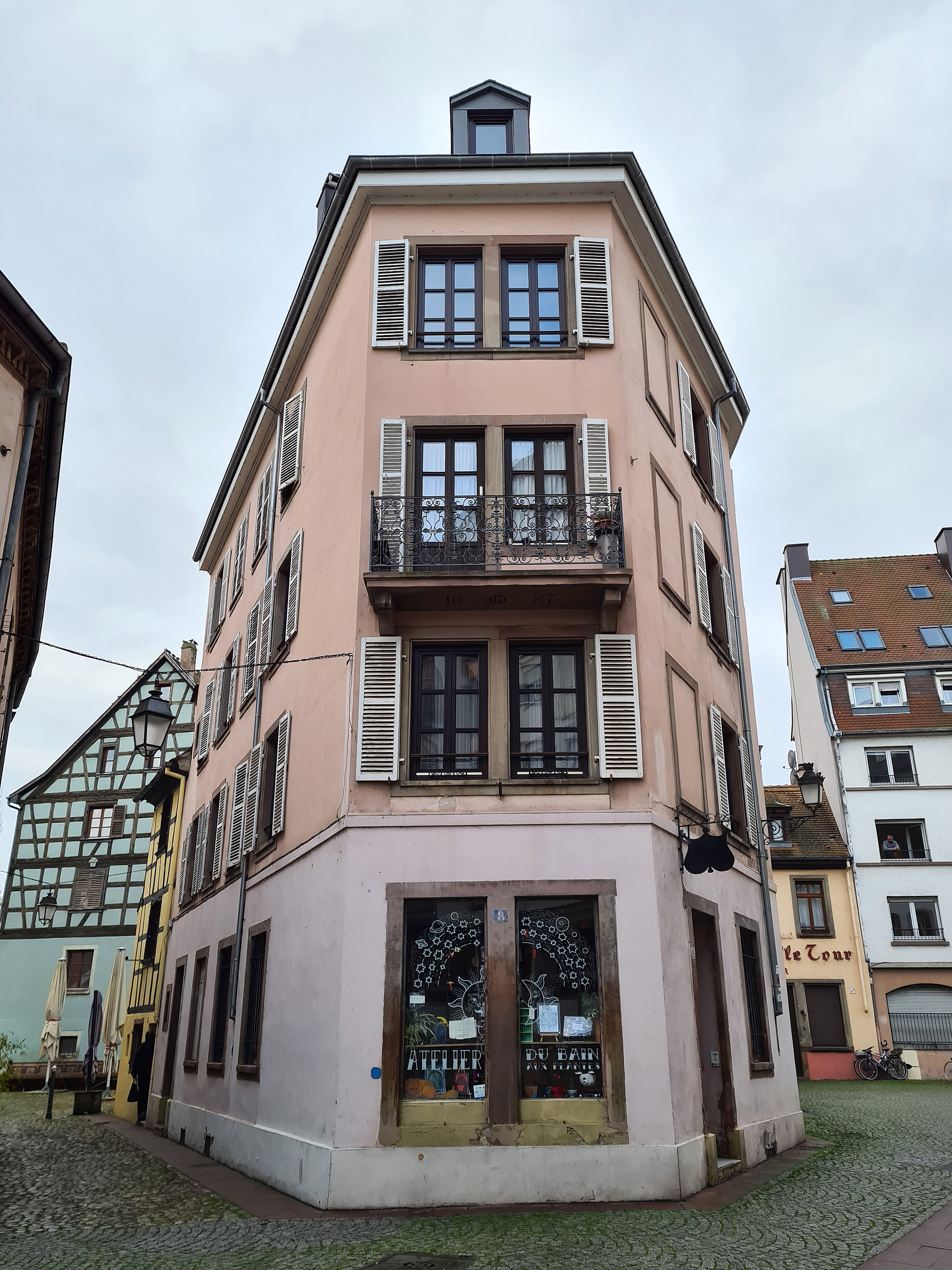
Immeuble d'angle, avec l'impasse à gauche et la rue à droite.

L'entrée de l'impasse se fait au no 8 de la rue du Bain-aux-Plantes. Cet immeuble est connu sous le nom de « maison Diebold », du nom de Georges Diebold, un hôtelier de la place de la Gare qui la fait reconstruire en 1887. Sur cet emplacement, où une maison est attestée au XVIIe siècle, on accédait à l'ancien abreuvoir. Explicitement localisée en face de l'auberge « à la Fontaine » (zum Springbrunnen), dans la rue du Bain-aux-Plantes, la bâtisse a pendant quelque temps appartenu à des pêcheurs et subi de multiples transformations, dont le remplacement des pans de bois à la fin du XVIIIe siècle. Le nouvel immeuble commandité par Diebold comprend trois étages, avec un balcon sur l'angle coupé.
Le no 4 est une maison à colombages, un peu en retrait de l'alignement de l'impasse, qui constitue la façade arrière d'un hôtel-restaurant dont la façade principale ouvre sur la rue du Bain-aux-Plantes, au no 4.

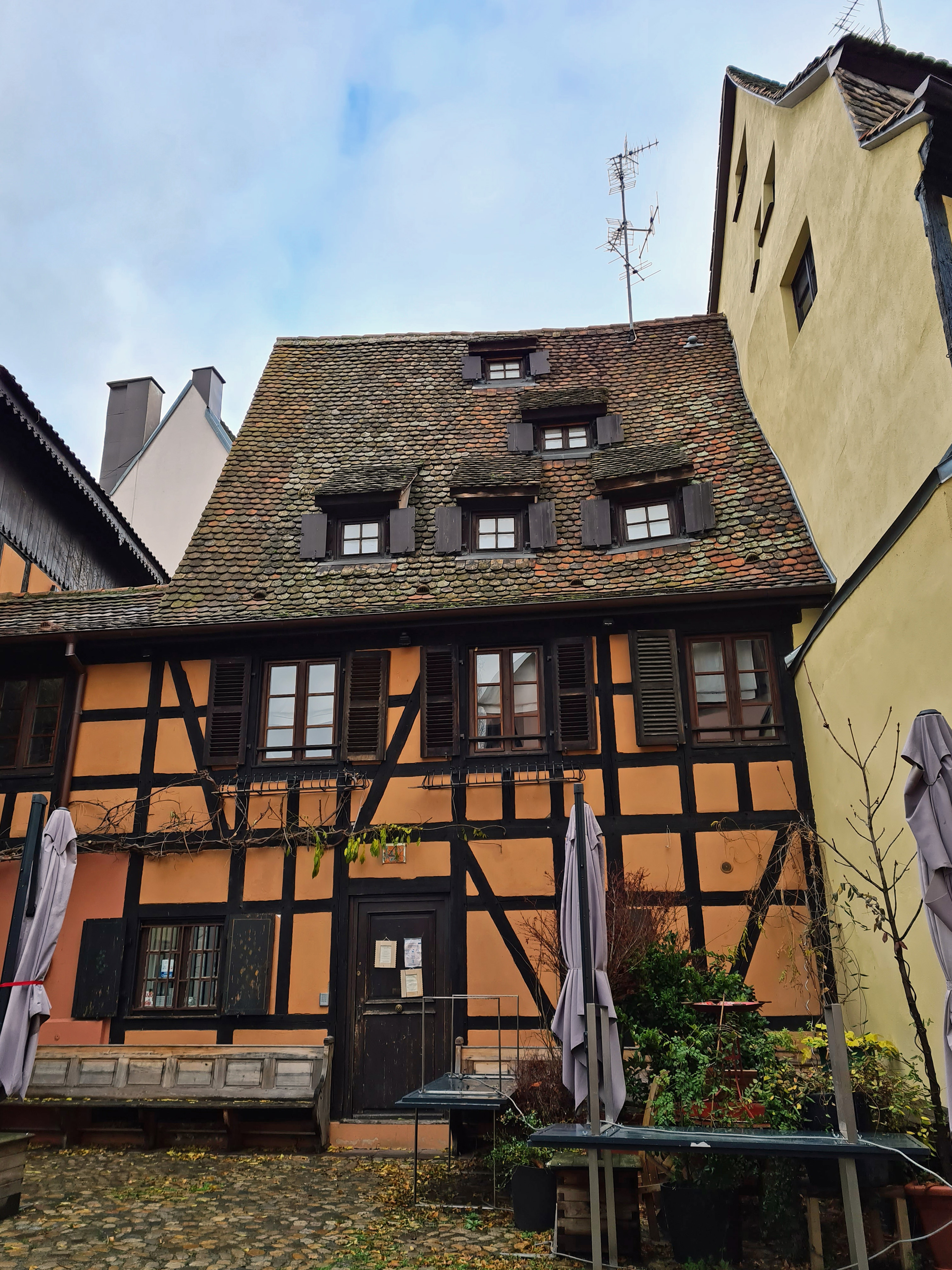
Colombages du no 4.
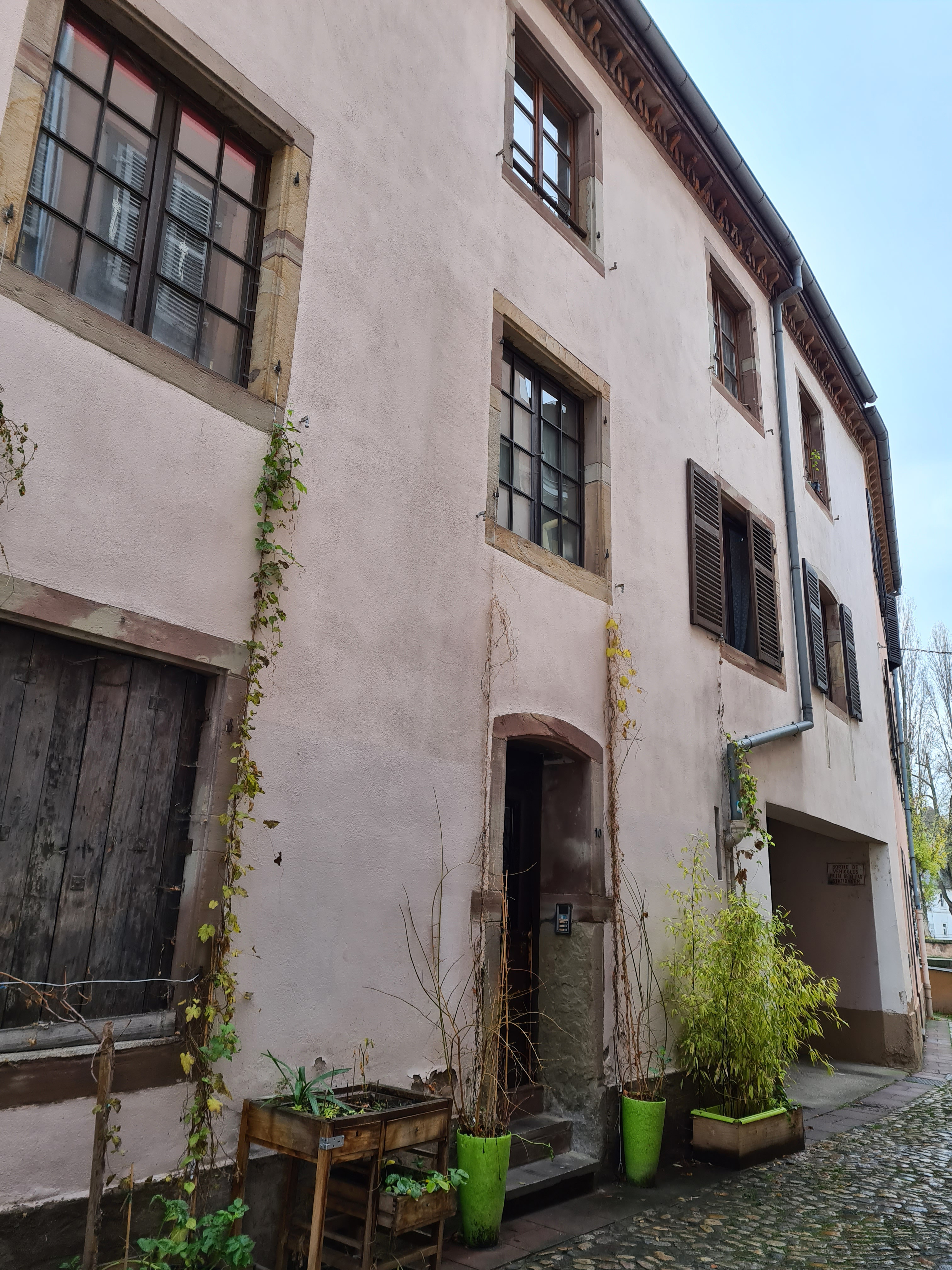
Façade du no 10.
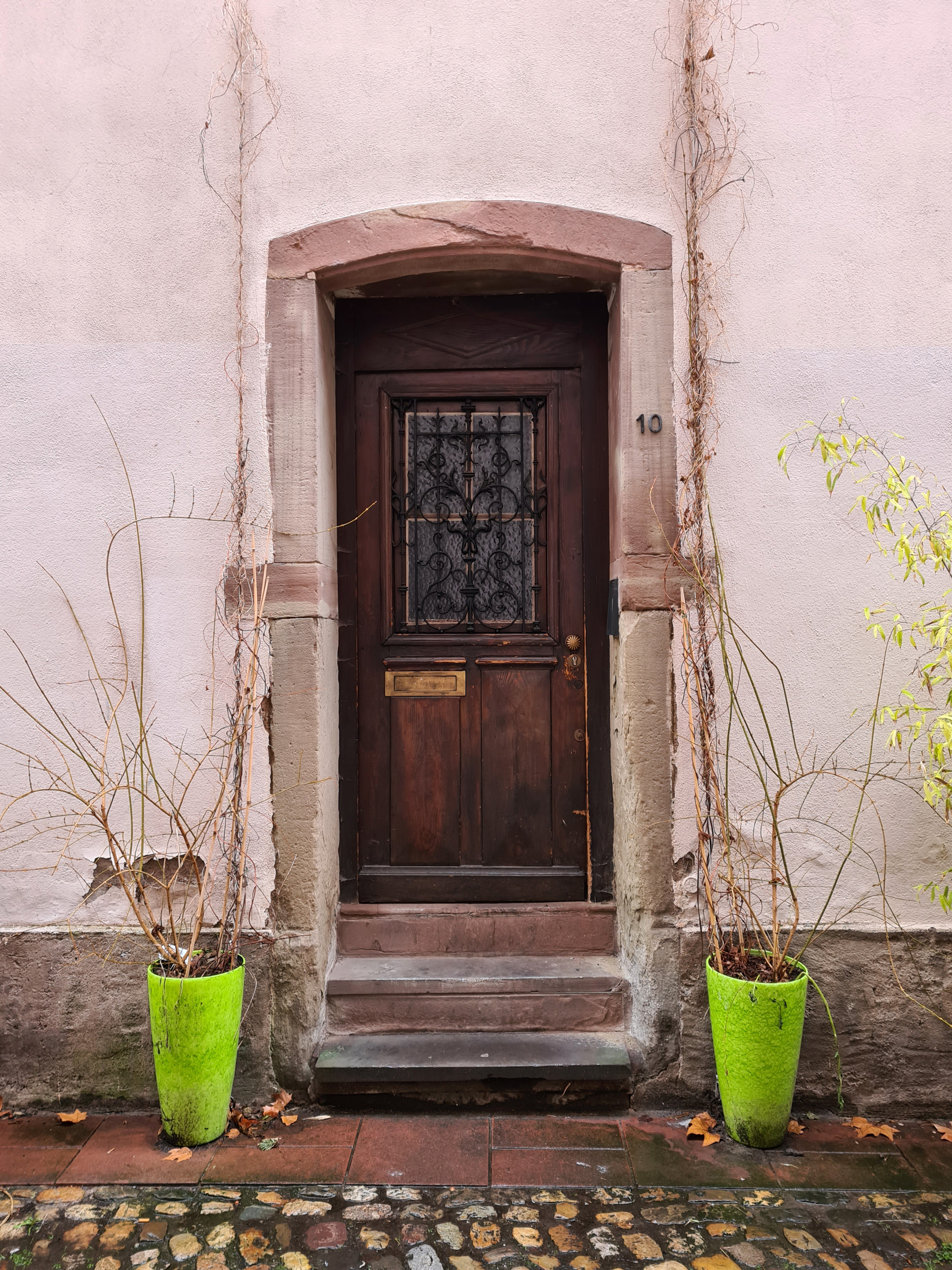
Porte du no 10.

Au milieu de l'impasse, une petite place forme une terrasse donnant sur le canal de navigation de l'Ill, avec une perspective sur les Ponts couverts.

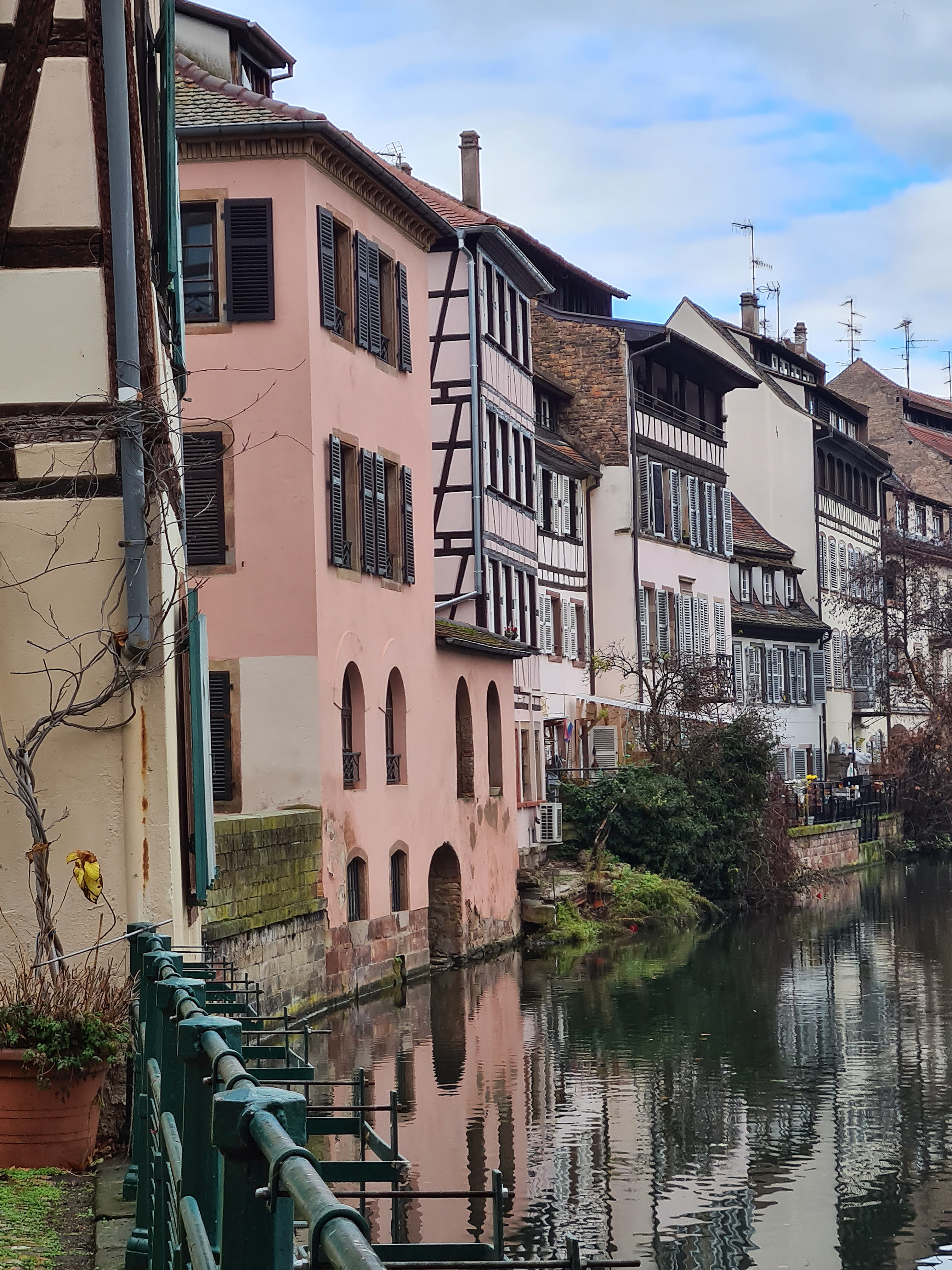
no 9 (rose) vers le canal.
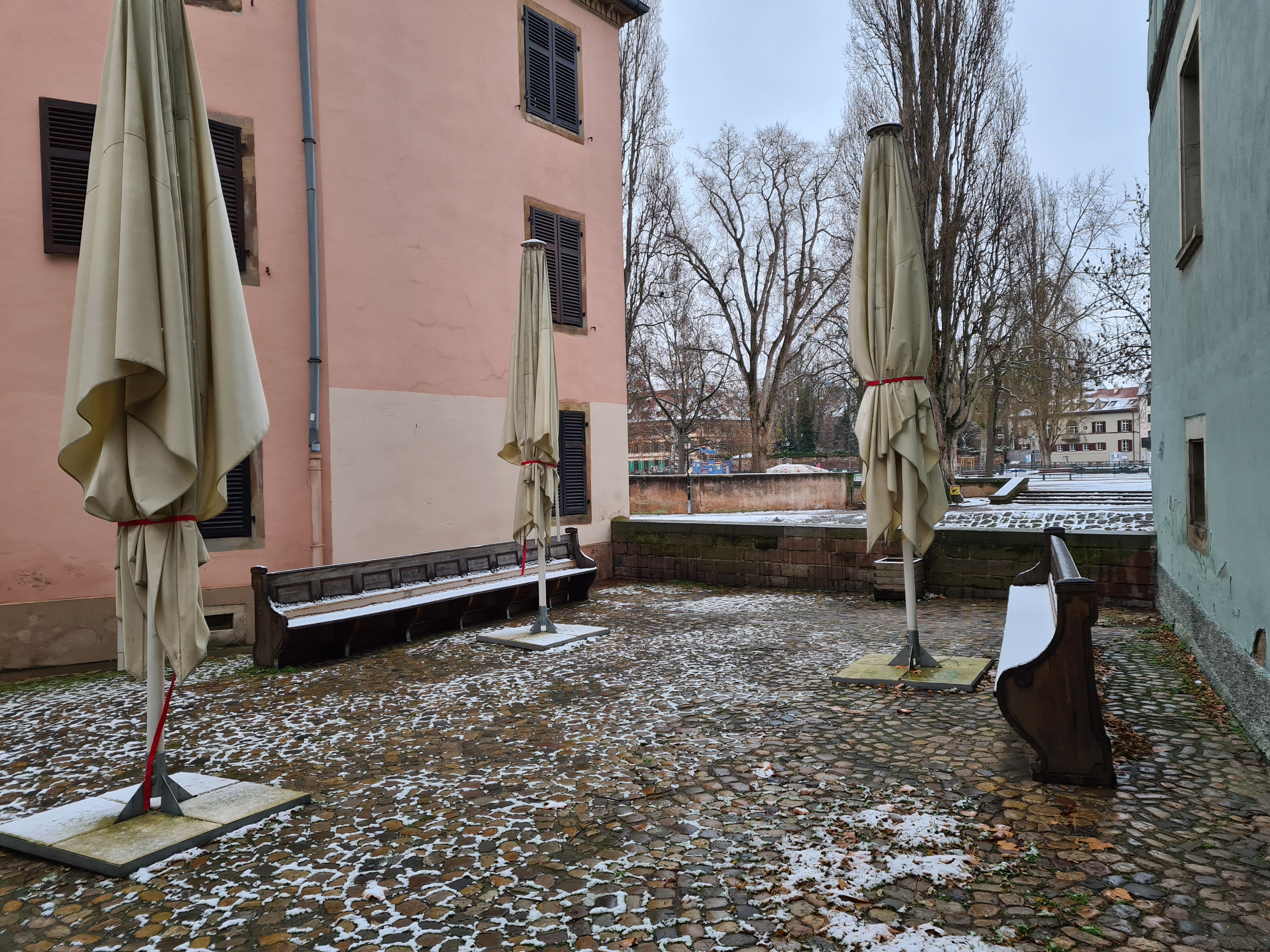
Petite place au bord de l'eau.
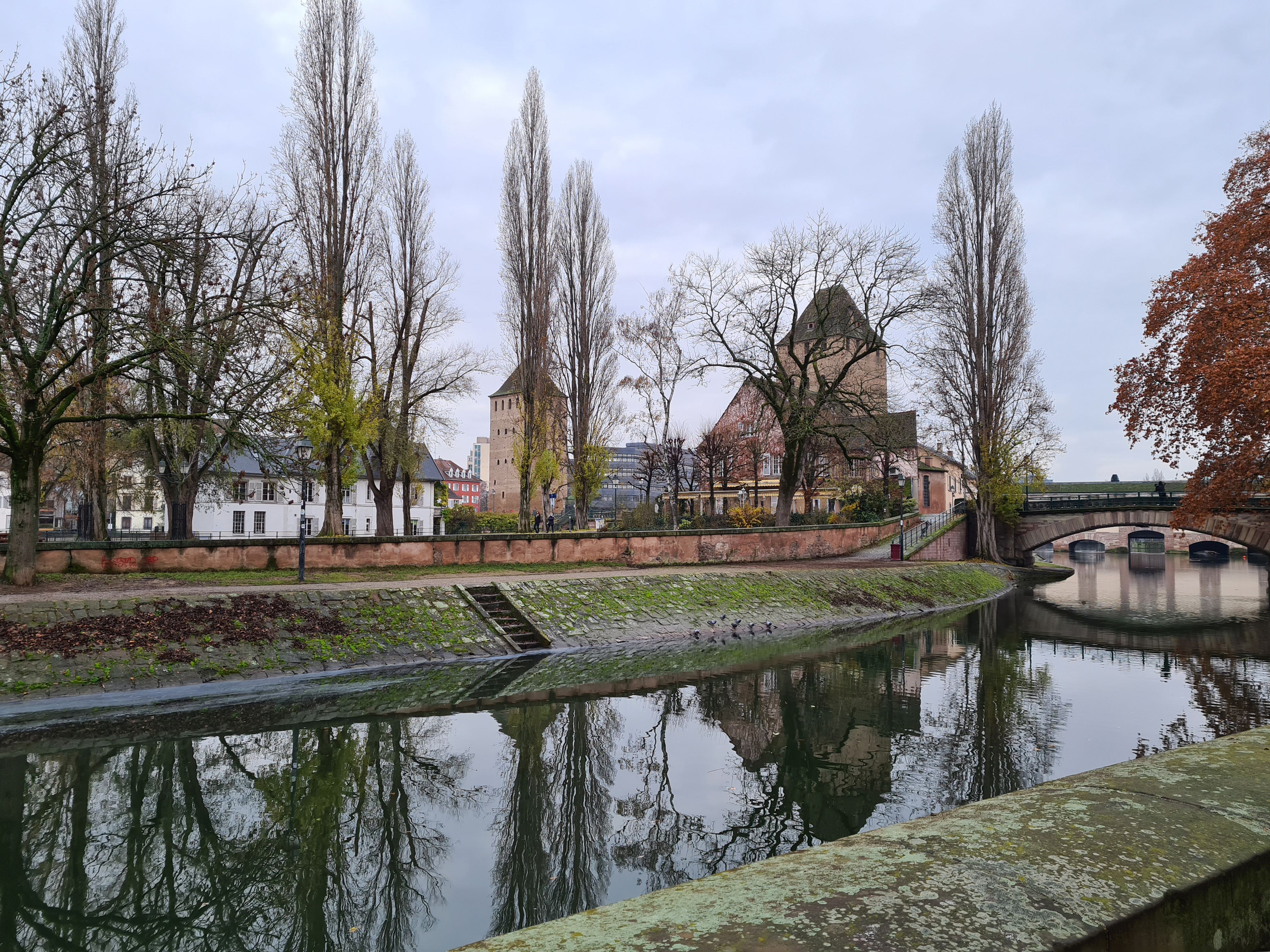
Vue sur les Ponts-Couverts.